# 西村知道
西村知道（日语：／ Nishimura Tomomichi，1946年6月2日—），日本男性配音員、演員。出身於千葉縣。ARTSVISION所屬。身高169cm。A型血。

## 來歷
日本大學藝術學院電影學系畢業。經歷了薄田演技研究所、劇團櫂（創團成員之一）、電視藝人中心、劇團衝擊彈（創團成員之一）之後，才成為ARTSVISION所屬。初演的舞台劇是《三姐妹》。

## 人物
擁有豐富的演藝經歷，主要出演年長的男性，從溫和的老好人到冷酷的權力者都能演出。興趣：將棋、音樂鑑賞。曾經開過汽車，因為不想撞到人，所以自1990年不再開車，現在已經繳回他的駕駛執照。
曾在ARTSVISION其附屬培訓學校日本播音演技研究所兼職講師栽培後進新人，其中鳥海浩輔正是他的學生。
已經去世的鹽見龍介、永井一郎的一些角色都由西村繼承。

## 演出
粗體字表示主要角色。

### 電視動畫
- 動畫秘密花園（愛德華·索爾比）
- 魔神英雄传（劍部武一郎）
- 魔神英雄傳2（劍部武一郎）
- 超魔神英雄傳（劍部武一郎）
- 機甲創世紀（吉姆）
- 铁臂阿童木（曼尼市長）
- 甜甜小公主（大福国的家老 #32、キャプテンガーリック #39、大岡越前の守 #44）
- 頭文字D 系列（立花祐一）
- 宇宙战舰大和号III（レバルス警備隊長）
- 福星小子（老管家、友引高中校長、老爹 等）
- 金田一少年之事件簿（不動高校校長、小宮山吾郎、弁護士、長老、辻口鈴置、金森民夫）
- 銀魂（全藏的父親、定食屋的老爹）
- 鬼太郎（第4作）（あずきとぎ、好閑人）
- 鬼太郎（第5作）（おどろおどろ、百百爺）
- 攻殻機動隊 S.A.C. 2nd GIG（片倉）
- 烏龍派出所（秋本飛飛丸(初代)）
- 地獄少女 二籠（龜田一人）*第12話
- 十二國記（遠甫、小松家的老臣、慶國地官長）
- 少年陰陽師（藤原道長）
- 新世紀福音战士（O.T.R艦長）
- 北斗神拳（ゴッドアーミー少佐、ゼンギョウ、リゾ、郡都隊長、アルフ）
- 名侦探柯南（昭夫的父親、津田秀夫、日下昇平、海原福夫、阪東京一、坂東彥衛門、番頭）
- 棒球大联盟（道森）
- 豆芽小文（樹慶藏）
  - 豆芽小文Returns（樹慶藏）
- 旋風管家（三千院帝）
- MONSTER（パテラ部長刑事）
- ONE PIECE（カモネギ、T彭恩、頓·阿齊諾、潘茲·弗萊、米牙基、豹五郎）
- 世界名作劇場系列
  - 法蘭德斯之犬（審查員）
  - 南方彩虹的露西（克萊頓、柏德）
  - 牧場上的少女卡特莉（卡洛‧庫賽拉）
  - 小公主莎拉（卡麥可律師(第一代)）
  - 愛少女波麗安娜物語（威利斯）
  - 七海的堤可（喬狄諾）
  - 羅密歐的藍天（馬傑歐、史卡拉）
  - 名犬萊西（班傑明）
  - 無家可歸的孩子蕾米（維克多）
  - 悲慘世界 少女珂賽特（貝蘭傑）
  - 波菲的漫長旅程（安東尼奧）
- 火影忍者疾風傳（「第三代土影」大軒）
- 我愛美樂蒂（美樂蒂的爺爺）
- SKET DANCE（毛塚老師）
- 摩登大法師聖槍修女（The Elder/中譯：長老爺爺）

1983年
- 電腦旅行偵探團（日语：パソコントラベル探偵団）（羅得）

1985年
- 機動戰士Z鋼彈（賈米托夫·海曼）

1986年
- 哆啦A夢 (大山羨代版)（約瑟夫）
- 相聚一刻（五代的父親）

1988年
- 魁！！男塾（モヒカン）※第12話

1990年
- 麵包超人（月曆人）

1991年
- 少年劍道王直角（旁白）
- 閃電霹靂車（皮塔里亞·羅貝）
- 絕對無敵（武田防衛隊長官）
- 橫山光輝 三國志（張遼）

1992年
- 幽☆遊☆白書（旁白、竹中老師、喬治早乙女、亞尾連邪）
- 妙廚老爹（遠藤）
- 元氣爆發（武田防衛隊長官）

1993年
- 灌籃高手（安西教練〈安西光義〉）
- 小小男子漢（細川道太郎）
- 熱血最強（武田防衛隊長官）

1995年
- 怪盜Saint Tail（岡島）
- 十二生肖爆烈戰士（阿布基魯·萬三、樵夫、烏蘇拉可夫）
- 櫻桃小丸子（電影導演 其他）

1996年
- 聖天空戰記（海利歐、魔導士A）
- 熱鬥小馬（吉川）

1998年
- 他和她的故事（洋之的祖父）
- 反斗小王子（茶畑一服〈麥克／咖啡假面〉、月光町、麥克的哥哥 等）
- 失落的宇宙（總監）

1999年
- 危險調查員（計程車司機）
- 神風怪盜貞德（信孝的父親）
- 神八劍傳（日语：神八剣伝）（小村）

2000年
- 學校有鬼（奪衣婆、黃泉路之鬼）

2001年
- 棋魂（椿俊郎）
- 聖石小子（希巴·羅傑斯、旁白）

2002年
- 大集合！小魔女DoReMi（照相的老爺爺）
- 驚爆危機！（理查·亨利·馬德加斯）
- 星之卡比（蛀牙蟲老大）
- 數碼寶貝04無限地帶（蠟燭獸老村長）

2003年
- DEAR BOYS（校長）
- 驚爆危機？校園篇（理查·馬德加斯）
- 侦探学园Q（尾花俊之、大俵刑警）
- 幸運大頭狗（日语：ふぉうちゅんドッグす）（老大）

2004年
- 怪俠索羅利（國王）
- 狂砂小子（村長）
- 七武士（政宗）
- 混沌武士（菊藏）
- BLEACH（流魂街長老）
- 妄想代理人（平沼芳雄）
- 洛克人EXE系列（錄影帶人）

2005年
- 艾瑪（阿爾）
- 極樂天師（主持人）
- 鼻毛真拳（親親袋章魚、3紙袋2）
- 魔豆傳奇（歌爾多）

2006年
- 企業傭兵（坂東）
- 小小備長炭（竹子爺爺）
- 工作狂人（梅宮龍彦）

2007年
- BACCANO！大騷動！（巴恩斯）

2008年
- 超時空要塞Frontier（霍華‧葛拉斯）
- 死后文（綾瀨竹藏）
- 狂亂家族日記（グラワルド＝サーペント
- 墓場鬼太郎（池垣勇人首相）
- 洋蔥和尚朝太郎（日语：ねぎぼうずのあさたろう）（山胡椒果實全助）
- FRESH光之美少女！（莫比烏斯總統）

2010年
- 侵略！花枝娘（校長）
- 吊帶襪天使（法官）

2011年
- 「C」（菊池義行、副總裁）
- 日常（江木正晴）
- 碎之星（祖爺爺）

2012年
- Smile 光之美少女！（青木曾太郎）
- 人類衰退之後（校長）
- 惡魔奶爸（貝黑墨德）
- 蝦掰天文社（校長）
- 冰菓（吹屋）

2013年
- 玉子市場（北白川福）
- 琴浦小姐（琴浦善三）
- 超速變形螺旋傑特（觀光協會會長）
- Walkure Romanze（葛雷托福·穆利斯·阿斯科特）

2014年
- 黑色子彈（松崎）
- 暴坊力士松太郎（日语：暴れん坊力士!!松太郎）（田中的父親）
- GLASSLIP（白崎又三郎）
- 蟲師 續章（陽吉）
- 熱情傳奇〜導師的黎明〜（旁白）
- 海螺小姐（又吉）
- 最近，妹妹的樣子有點怪？（聲音／神仙）

2015年
- 怪盜Joker（小八的父親）
- 絕對雙刃（裝鋼技師）
- The Rolling Girls（車持不比等）
- 銀魂°（全藏之父）
- Classroom☆Crisis（笹山正剛）
- 蠟筆小新（醫生）
- Charlotte（堤內）
- 那就是聲優！（關上）

2016年
- 粗點心戰爭（刻糖店主人）
- 最終騎士（老人）
- 鬼牌遊戲（阿久津泰政中將）
- 境界之輪迴 第2期（黑星）
- 不愉快的妖怪庵（豬柄嶽夕日瀧翁神）
- 烙印勇士（佛斯）
- 野球少年（校長）
- 啟航吧！編舟計畫（山下局長）

2017年
- 熱情傳奇 the X（梅文）
- 鬼平（利右衛門）
- 七龍珠超（庫魯）
- 帶著智慧型手機闖蕩異世界。（公爵家管家 雷姆、萊姆）
- 地獄少女 宵伽（龜岡一人）
- THE REFLECTION（神秘先生）
- 名侦探柯南（竹隈殿辅）
- 將國戡亂記（摩洛）
- 時間飛船24 逆襲的三惡人（水戶黃門）

2018年
- 三顆星彩色冒險（博物館的男性）
- 愛在雨過天晴時（古書店主）
- 隊長小翼（見上辰夫）
- 驚爆危機！Invisible Victory（理查·馬德加斯）
- 美男高校地球防衛部HAPPY KISS！（鴨嘴爸爸國王）
- 多田君不戀愛（主辦人）
- 慕留人-火影忍者新世代-（大軒）
- 6HP/シックスハートプリンセス（世界史教師）
- 鬼太郎 (第6作)（惡魔彼列[10]）

2019年
- 傀儡馬戲團（村長）
- 荒野的壽飛行隊（老爺子）
- RobiHachi（冥王星觀光局長）
- 閃亮模力小天才（ゴードン）
- 鬼太郎 (第6作)（妖怪萬年竹）
- 一個人的○○小日子（管家）
- 為了女兒，我說不定連魔王都能幹掉。（吉爾維斯特）
- 流汗吧！健身少女（新擦太郎）
- BEASTARS（齋賀）
- 放學後桌遊俱樂部（坂本）
- 名侦探柯南（冷泉茂吉）

2020年
- 請在伸展台上微笑（老爺爺）
- pet（陳天雄）
- Asatir 未來的傳說故事（穆沙里、沙勒胡卜）
- 眾神眷顧的男人（賽巴斯）
- 池袋西口公園（鳥井老人）
- 熊熊勇闖異世界（戴葛）

2021年
- 龍先生，想要買個家。（亞蒙）
- 數碼寶貝幽靈遊戲（雜草獸長老）

2022年
- 里亞德錄大地（亞蓋得）
- Estab-Life Great Escape（費爾南）
- 王者天下 第4期（虎歷）

2023年
- 眾神眷顧的男人2（賽巴斯）
- 轉生貴族的異世界冒險錄～不知自重的眾神使徒～（賽洛姆[11]）
- 在異世界獲得超強能力的我，在現實世界照樣無敵～等級提升改變人生命運～（爺爺）
- 帶著智慧型手機闖蕩異世界。2（雷姆）
- 偶像大師 灰姑娘女孩 U149（會長）
- 隊長小翼Season2 青少年篇（見上辰夫）
- 屍體如山的死亡遊戲（總編輯）

2024年
- 月刊妄想科學（洛克[12]）
- 為美好的世界獻上祝福！3（海德爾）
- 最狂輔助職業【話術士】世界最強戰團聽我號令（酒吧老闆）

2025年
- 你和偶像 光之美少女♪（城蓮司）
- 歡迎來到日本，妖精小姐。 （一廣的祖父）
- 異世界默示錄麥諾格拉～從毀滅文明開始征服世界～（莫爾塔爾[13]）
- 美男高校地球防衛部HAIKARA！（ヌル[14]）

### OVA
1986年
- 佛典故事（阿难）

2017年
- 夏目友人帳 一夜盃（日土）
- 鬼燈的冷徹 OAD4（咲耶姬）

2018年
- 幽遊白書「TWO SHOTS」（旁白）
- 幽遊白書「是成是敗」（喬琪早乙女）

2020年
- ACCA13區監察課 Regards（溫特）[15]

### 電影動畫
1982年
- FUTURE WAR 198X年（日语：FUTURE WAR 198X年）（巴茲）

1984年
- 奧特曼小子M7.8星的愉快伙伴（日语：ウルトラマンキッズ M7.8星のゆかいな仲間）（加馬拉）
- 福星小子2：綺麗夢中人（友引高中校長[16]）
- 超時空要塞：愛，還記得嗎？（主持人）

1986年
- 亞利安（日语：アリオン (漫画)）（祭司[17]）
- 福星小子4：鬼姬傳說（日语：うる星やつら4 ラム·ザ·フォーエバー）（友引高中校長）
- 天空之城（運煤火車司機）

1988年
- 福星小子 完結篇（日语：うる星やつら 完結篇）（友引高中校長）

1989年
- 機動警察劇場版（松井刑警）
- 魔女宅急便（鐘塔的老伯伯）
- 妖刀傳 劇場版（日语：妖刀伝）（百地丹波）

1991年
- 福星小子：聖水奇緣（日语：うる星やつら いつだってマイ・ダーリン）（友引高中校長）

1992年
- 機動戰士鋼彈0083：吉翁的殘光（賈米托夫·海曼（日语：ジャミトフ・ハイマン）、副官）
- （御普請御目付）
- 跑吧！美樂斯

1993年
- 機動警察劇場版Ⅱ（松井刑警）
- 幽☆遊☆白書：夜叉的陰謀（喬琪早乙女）

1994年
- 劇場版 灌籃高手（日语：スラムダンク (1994年の映画)）（安西教練〈安西光義〉）
- 灌籃高手：稱霸全國！櫻木花道（日语：スラムダンク 全国制覇だ! 桜木花道）（安西教練〈安西光義〉）
- 幽☆遊☆白書：冥界死鬥篇 炎之絆（喬琪早乙女）

1995年
- 灌籃高手：湘北最大的危機！燃起鬥志的櫻木花道（日语：スラムダンク 湘北最大の危機! 燃えろ桜木花道）（安西教練〈安西光義〉）
- 灌籃高手：咆哮籃球員靈魂！花道和流川的灼熱夏季（日语：スラムダンク 吠えろバスケットマン魂!! 花道と流川の熱き夏）（安西教練〈安西光義〉）

2000年
- 劇場版 丸少爺：約定之夏 邪留與瀨見羅（麥克）

2001年
- 頭文字D Third Stage（立花祐一）
- 櫻花大戰 活動寫真（日语：サクラ大戦 活動写真）（賢人機關幹部）

2002年
- WXIII 機動警察WXIII（日语：機動警察パトレイバー）（松井刑警）

2004年
- 魔法少年賈修劇場版：第101位魔鬼（仙人樹）

2006年
- 惡童當街（藤村）

2014年
- 玉子愛情故事（北白川福[18]）

2022年
- 鈴芽之旅（阿茂爺爺）

### 網路動畫
2006年
- 幕末機關說（巴夏禮）

2016年
- 殘念中高年的健康見榮講座（日语：気まぐれコンセプト）（神明、得意先[19]）

2017年
- 燒肉店戰國（日语：焼肉店センゴク）（遠藤豆吉[20]）

2018年
- B：彼之初（星名莉莉的父親）

### 遊戲
- 街头霸王系列（Vega司令、豪鬼）
- 私立正義學園（忌野雷藏）
- 英雄聯盟 （雷尼克頓）

2016年
- 神秘海域4：盜賊末路（海克特·阿卡札）
- 火影忍者疾風傳 終極風暴4（三代土影大野木[21]）
- 殺戮魅影 -反逆的ZERO-（執政官）

2017年
- 超級機器人大戰V（理查·亨利·馬德加斯）
- 失落之子（日语：ザ・ロストチャイルド）（拉吉爾）

2018年
- 真紅之焰 真田忍法帳（戶澤白雲齋）
- 超級機器人大戰X（劍部錫巴）
- 驚爆危機！戰鬥的 Who Dares Wins（理查·亨利·馬德加斯[22]）

### 廣播劇
- NHK-FM 青春冒險（日语：青春アドベンチャー）「假想騎士」（2003年）
- 聲優刑事（太田黑忠夫）
- （岸田群平）
- 驚爆危機！舞動的Very merry Christmas（理查·亨利·馬德加斯）

### 廣播劇CD
- 浪客劍心（谷十三郎）

### 外語配音

#### 演員
寇特伍德·史密斯
- 殺戮時刻（英语：A Time to Kill (1996 film)）（Stump Sisson）※DVD、VHS版。
- 逝者之證 (第3季)（Earl Brown）
- 兩男一女三逃犯（英语：Quick Change）（Vince Lombino）

保羅·加法葉
- 辣手美人心（英语：Final Analysis）（Mike O'Brien）
- 王牌對王牌（Nathan 'Nate' Roenick）※朝日電視台版。
- 穿越陰陽路（英语：The Serpent and the Rainbow (film)）（Andrew Cassedy博士）※富士電視台版。

#### 電影
- 36總局（英语：36 Quai des Orfèvres (film)）（克里斯托〈奧利維埃·馬夏爾〉）
- 48小時（歐格倫〈喬納森·班克斯〉）※日本電視台新錄製版。
- 未來總動員（微生物學者〈比爾·雷蒙德（英语：Bill Raymond）〉）※影碟版。
- 猛鬼街4：幽冥鬼手 ※東京電視台版。
- 法律之上（英语：Above the Law (1988 film)）（Uncle Branca副本部長〈Jack Wallace〉、Zagon的屬下）※影碟（VHS、DVD、BD）版、（CIA調酒師、O'Hara巡査）※TBS版。
- 航爆死亡角（英语：Airport '77）（傑拉德·盧卡斯、救助隊員）※朝日電視台版。
- 我們要活著回去（英语：Alive (1993 film)）（Javier Methol〈Sam Behrens〉）※VHS版。
- 美國心玫瑰情（弗蘭克·菲茨上校〈克里斯·庫柏〉）※影碟版。
- 安妮·霍爾
- 48小時闖天關 ※富士電視台版。
- 世界末日（心理學者〈烏多·基爾〉、Malloy〈Matt Malloy〉）※富士電視台版。
- 絕地戰警2 ※影碟版。
- 神鬼願望（神父〈Brian Doyle-Murray〉）※影碟版。
- 戰火情人（英语：Beyond Borders (film)）
- 藍色霹靂號 ※富士電視台版。
- 威猩闖天涯（英语：Born to Be Wild (1995 film)）（Walter Mallinson〈Gregory Itzin〉、Ed Price〈John Procaccino〉）
- 第凡內早餐 ※日本電視台版。
- 午夜速遞（Mary Burke的父親〈Cullen O. Johnson〉）
- 連鎖反應（英语：Chain Reaction (1996 film)）（盧卡斯·斯克雷佈內斯基）※朝日電視台版。
- 急凍任務（英语：Chill Factor (film)）（Richard Long博士〈David Paymer〉）
- 巔峰戰士（Richard Travers〈Rex Linn〉）※BS JAPAN版。
- 魔繭續集（英语：Cocoon: The Return）（沃特〈布萊恩·丹內利〉）※影碟版。
- 冷山（斯托布羅德·休斯〈布萊丹·格里森〉）※東京電視台版。
- 彩色響尾蛇（英语：Colors (film)）（T-Bone〈戴蒙·韋恩斯〉、黑幫2、剪輯1）
- 超時空接觸（牧師〈亨利·斯特羅澤〉）※影碟版。
- 鱷魚先生（英语：Crocodile Dundee） ※朝日電視台版。
- 吾愛吾父（英语：Dad (film)） ※電視播出版。
- 從海底出擊 ※富士電視台版。
- 浴室春情
- 三角突擊隊系列
  - 三角洲部隊3：殺戮遊戲（英语：Delta Force 3: The Killing Game）（卡達爾）※東京電視台版。
  - 三角突擊隊（Bobby〈Steve James〉）
- 青澀禁果（日语：青い相姦）（Sebastian Höfler〈Stefan Born〉）※VHS版。
- 神祕約會（英语：Desperately Seeking Susan）
- 怪醫杜立德（布萊恩·漢默史密斯〈保羅·吉爾麥提〉）※影碟版。
- 警網
- 搗蛋鬼弗瑞德（英语：Drop Dead Fred）（查爾斯·格雷特森〈蒂姆·馬特森〉）※VHS版。
- 再單身遊記（理查德〈理查德·詹金斯〉）
- 八腳怪（韋德〈李昂·里皮（英语：Leon Rippy）〉）※影碟版。
- 無盡的愛（亞瑟·阿克塞爾羅德〈理查德·基利（英语：Richard Kiley）〉）※影碟版。
- 逃往雅典娜（英语：Escape to Athena）（軍曹）
- 747絕地悍將（副機長〈邁克爾·米爾漢（英语：Michael Milhoan）〉）※朝日電視台版。
- 以毒攻毒（英语：Exit Wounds）（亨利·韋恩〈湯姆·阿諾（英语：Tom Arnold (actor)）〉）※影碟版。
- 朋友 ※朝日電視台版。
- 人魔（FBI副長官Noonan〈Francis Guinan〉）※影碟版。
- 骯髒哈利系列
  - 緊急搜捕令（記者、機場人員）※富士電視台版。
  - 賭彩黑名單（記者）
  - 全面追捕令
- 新郎向後跑（湯姆·哈利威爾校長〈鮑勃·紐哈特〉）
- 夜訪吸血鬼（聖地牙哥（英语：Santiago (The Vampire Chronicles)）〈斯蒂芬·瑞（英语：Stephen Rea）〉）※富士電視台版。
- 鐵鷹戰士（英语：Iron Eagle） ※TBS版。
- 詹姆士·龐德系列
  - 詹姆士·龐德大戰皇家賭場（René Mathis〈Giancarlo Giannini〉）※朝日電視台版。
  - 詹姆士·龐德：金眼睛（Ourumov將軍〈Gottfried John〉）※DVD版。
  - 詹姆士·龐德：勇破間諜網（車掌、西洋棋工作人員）※TBS新錄製版。
  - 詹姆士·龐德大戰金手指（菲力克斯·萊特（英语：Felix Leiter））※DVD、BD版。
  - 詹姆士·龐德大戰殺人狂魔（Joe Butcher博士〈Wayne Newton〉）※TBS版。
  - 詹姆士·龐德：勇破爆炸黨（Kabir Bedi as Gobinda〈Kabir Bedi〉）※TBS版
  - 詹姆士·龐德：量子殺機（René Mathis〈Giancarlo Giannini〉）※King Records版。
  - 詹姆士·龐德：勇破火箭嶺（NO.4〈Michael Chow〉）※TBS版。
- 食人魚 ※富士電視台版。
- 長靴妖姬（Harold Price〈Robert Pugh〉）
- 鐵面特警隊（驗屍官〈Michael Chieffo〉）※富士電視台版[注 1]。
- 火魔戰車（英语：Maximum Overdrive） ※東京電視台版。
- 梅漢林：死亡本能 Part1（塔巴科夫〈尚-克勞德·拉圭〉）
- 麻辣女王2：美麗的要命（沃爾特·柯林斯〈崔特·威廉斯〉）※影碟版。
- 密西西比在燃燒（萊斯特·考恩斯〈普魯特·泰勒·文斯（英语：Pruitt Taylor Vince）〉）※影碟版。
- 全面攻佔：倒數救援（Edward Clegg陸軍參謀總長〈羅伯特·佛斯特〉）
  - 全面攻佔2：倫敦救援
- 巡弋悍將（德懷特·亨德森）※影碟版。
- 警察學校（停車場顧客）
- 鬼哭神號（諾爾·康倫[注 2]）※富士電視台版。
- 與魔鬼共騎（Orton Brown〈湯姆·威爾金森〉）
- 俠盜羅賓漢（英语：Robin Hood (1991 British film)）（哈利〈艾歷克斯·諾頓（英语：Alex Norton）〉）
- 機器戰警系列
  - 機器戰警（喬·P·考克斯）※VHS版、（律師、克萊倫斯幫人士、記者）※朝日電視台版。
  - 機器戰警2（英语：RoboCop 2）（申克博士）※朝日電視台版。
  - 機器戰警3（英语：RoboCop 3）（孔茨〈斯蒂芬·魯特〉）※東京電視台版。
- 極速風暴（英语：Rollerball (2002 film)） ※東京電視台版。
- 魚 ※DVD版。
- 修女也瘋狂（艾迪·少澤中尉〈比爾·納恩（英语：Bill Nunn）〉）※影碟版、（喬伊〈羅伯特·米蘭達〉）※日本電視台版。
- 斷頭谷（塞繆爾·菲利普斯治安官〈李查·葛瑞夫斯〉）※東京電視台版。
- 蛇眼（英语：Snake Eyes (1998 film)）（盧·洛根〈凱文·鄧恩〉）※朝日電視台版。
- 小鬼也摩登（奧丁〈鮑勃·霍斯金斯〉）※日本電視台版。
- 星塵往事（傑克·艾維爾〈約翰·羅斯曼（英语：John Rothman）〉）
- 星河戰隊 ※富士電視台版。
- 絕命殺陣 ※影碟版。
- 超級瑪利歐兄弟（電視播報員〈羅伯特·D·雷福德（英语：Robert D. Raiford）〉）※日本電視台版。
- 女超人（佐·艾爾（英语：Zor-El）〈西蒙·沃德（英语：Simon Ward）〉）
- 熄燈號（英语：Taps (film)）
- 證言（英语：Testament (1983 film)） ※朝日電視台版。
- 控訴 ※富士電視台版。
- 神探奇兵（英语：The Adventures of Ford Fairlane）（Sam the Sleaze Bag〈David Patrick Kelly〉）※DVD版。
- 紐約大怪談（英语：The Believers） ※朝日電視台版。
- 終極保鑣（頒獎典禮主持人〈羅伯特·烏爾〉）※影碟版。
- 終極證人（Larry Trumann〈Anthony Heald〉）※朝日電視台版。
- 冰上奇緣（英语：The Cutting Edge）
- 追擊赤色十月（鮑羅丁〈森·尼爾〉）※影碟版。
- 不可思議的融化人（英语：The Incredible Melting Man）（馬特·溫特斯〈強納森·德米〉、男聲1）
- 危險機密（英语：The Juror） ※日本電視台版。
- 重返榮耀（格蘭特蘭·萊斯（英语：Grantland Rice）〈蓮恩·史密斯（英语：Lane Smith）〉）
- 奪命總動員 ※富士電視台版。
- 音樂殭屍（龍〈王清河〉）
- 大魔域3：飛進未來（英语：The NeverEnding Story III）（咬石者）※影碟版。
- 時空大聖（英语：The Pagemaster）（驚悚〈弗蘭克·維爾克〉）
- 頑皮豹系列
  - 頑皮豹之探長的詛咒（Bufoni前探長〈羅傑·摩爾〉）
  - 頑皮豹的逆襲（英语：The Return of the Pink Panther）（夏爾基上校）※DVD、VHS版。
- 普西迪基地（英语：The Presidio (film)）（戈登上尉）※影碟版。
- 穿越陰陽路（英语：The Serpent and the Rainbow (film)）（安德魯·卡西迪博士〈保羅·加法葉〉）
- 魅影魔星（英语：The Shadow (1994 film)）（Isaac Newboldt〈Joseph Maher〉）
- 十誡 ※富士電視台版。
- 沖天大火災（韋斯）※日本電視台版。
- 白狗的最後華爾滋（英语：To Dance with the White Dog）（保羅〈泰瑞·比佛〉）
- 旋風賊（英语：Too Many Thieves）（喬治〈尼希米·佩索（英语：Nehemiah Persoff）〉）※東京電視台版。
- 杜絲先生（萊斯利·“萊斯”·尼科爾斯〈查理士·鄧寧〉）※影碟版。
- 從地心竄出5（丹恩·布拉夫〈伊恩·羅伯茲（英语：Ian Roberts (South African actor)）〉）
- 奪標27秒（英语：Vision Quest (film)）（吉恩·坦納蘭〈哈羅德·西爾維斯特（英语：Harold Sylvester）〉）
- 烽火驚爆線（英语：Welcome to Sarajevo）（國際聯合警護官〈凱瑞·莎勒（英语：Kerry Shale）〉）※影碟版。

#### 電視影集
- 大偵探波洛（第1季：警官、第2季：刑警、第3季：電台廣播、第4季：貝洛斯巡査長、飯店人員、第5季：記者）※NHK版。
- 黑名單 (第3季)（阿歷斯泰·畢特〈托尼·舍盧卜〉）
- 犯罪心理（第3季：貝迪刑警、第4季：馬克署長〈喬·雷加布托（英语：Joe Regalbuto）〉、第8季：亞當·瑞恩〈布拉德·道里夫〉）
- 犯罪心理：跨國救援（第1季：康索爾曼戈神父〈托尼·普蘭納〉）
- 謀殺診斷書 (第2季～第4季)（英语：Diagnosis: Murder）（馬克·斯隆〈迪克·凡·戴克（英语：Dick Van Dyke）〉）※CS Super Channel（日语：スーパー!ドラマTV）版。
- 檀島警騎2.0（Mamo Kahike〈Al Harrington〉）
- 重返犯罪現場（Mike Franks〈Muse Watson〉、第2季：Cheney警部補〈John Doman〉）
- 重返犯罪現場：紐奧良（第1季：休姆將軍、第3季：法官）
- 神探可倫坡（洛根刑警、新聞主播、菲德爾）※WOWOW版。
- 太空遊俠（英语：Space Rangers (TV series)）（德克爾〈溫·赫斯（英语：Wings Hauser）〉）

#### 動畫
- 惡魔城（說古長老）
- 救難小福星（廣播）※新日語配音版。
- 大力士（英语：Hercules (1998 TV series)）（普羅米修斯）
- 飛哥與小佛（Francis Monogram少校）
  - 飛哥與小佛：超時空之謎
- 夢不落帝國（軍人）
- 辛普森一家（Birch Barlow）
  - 辛普森一家大電影（Russ Cargill）※劇院公映版。
- 蜘蛛人和他的驚奇朋友（旁白〈史丹·李〉、J·喬納·詹姆森〈第2代日語配音〉）、（Angel）※VHS版。
- 小奇兵（楚卡·特洛克、邦多）※DVD版。
- 航空小英雄（野貓）
- 變形金剛系列
  - 變形金剛（Silverbolt／Sphereon）
  - 變形金剛 (第3季)（Silverbolt／Sphereon、Sinnertwin、Runamuck 等）
- X戰警 (1994年東京電視台版)（Grred）
- 爱x死x机器人（Dr. Wehunt，《吸魂者》；Major Reyner，《变形者》）

### 特攝影集
1981年
- 超人力霸王80（宇宙忍者巴爾坦星人〈第六代〉（日语：バルタン星人#六代目）的聲音）

2008年
- 炎神戰隊轟音者（炎神運輸鯨無霸的聲音）
- 炎神戰隊轟音者 BUNBUN！BANBAN！劇場BANG!!（日语：炎神戦隊ゴーオンジャー BUNBUN!BANBAN!劇場BANG!!）（炎神運輸鯨無霸的聲音）
- 炎神戰隊轟音者 BONBON！BONBON！網路BONG!!（炎神運輸鯨無霸的聲音）

2009年
- 劇場版 炎神戰隊 VS 獸拳戰隊（日语：劇場版 炎神戦隊ゴーオンジャーVSゲキレンジャー）（炎神運輸鯨無霸的聲音）

2010年
- 侍戰隊真劍者VS轟音者 銀幕BANG!!（炎神運輸鯨無霸的聲音）

2013年
- 假面騎士Wizard（Beast Chimera的聲音）
- 假面騎士×假面騎士 鎧武 & Wizard 天下決勝之戰國MOVIE大合戰（Beast Chimera的聲音）

### 電視劇
- 大人不知道的事（日语：大人は判ってくれない (テレビドラマ)）「最棒的星期日」（旁白）
- 花神（日语：花神 (NHK大河ドラマ)）
- 零的焦點（日语：ゼロの焦点）
- 傳七捕物帳（日语：伝七捕物帳）（日本電視台版）

### 電影
- 天與地（旁白）

### 天象儀
- 德島明日多夢樂園（日语：あすたむらんど徳島）「前往星星的路」（父）
- 德島明日多夢樂園「來自宇宙的贈禮：隕石」（父）
- 岩出山天文曆學者 名取春仲物語 （藤廣則）

### 旁白

#### 國內電視台
NHK系列
- NHK-BS1
  - BS世界的紀錄片（日语：BS世界のドキュメンタリー）
    - 紀錄片劇場「紐倫堡審判」（2007年）－歷史學者 羅伯特·蓋拉特利（英语：Robert Gellately）的日語配音 等

- NHK教育
  - 地球戲劇性（日语：地球ドラマチック）
    - 「尋找圖坦卡蒙的寶藏」（2004年）
    - 「」（2005年）
    - 「」（2005年）
    - 「誰殺了圖坦卡蒙」（2007年）
    - 「圖坦卡蒙的DNA大解析」（2012年）
    - 「」（2013年）－吉姆·米歇爾的日語配音
    - 「」（2013年）
    - 「神秘天體 月 ～從神話到科學～」（2015年）

  - 摩根費里曼之穿越蟲洞

- NHK BS Premium
  - 皇室醜聞 ～伊麗莎白二世的煩惱～（2012年）－喬納森·丁布爾比（英语：Jonathan Dimbleby）的日語配音

其它電視台
- （朝日電視台）
  - （2013年）
  - （2013年）
- 黛安娜王妃的最後一天（TBS）－穆罕默德·法耶兹的日語配音

#### 衛星電視
Discovery Channel
- 希特勒帝國
- 登上聖母峰：極限挑戰（Discovery Channel）
- 經典車妙探（日语：クラシックカー・コレクション）（Discovery Channel）－主持人 韋恩·卡里尼的日語配音

國家地理頻道
- VIDEO『找出阿托查號的寶藏』
- 諾亞方舟的洪水（國家地理頻道）

### 廣告
- 萬代南夢宮娛樂 「鬼太郎妖怪大運動會（日语：ゲゲゲの鬼太郎 妖怪大運動会）」（廣告旁白）
- KOKUYO 全書套組（廣告旁白，1982年）
- 豐田西東京卡羅拉（日语：トヨタ西東京カローラ）（電台廣告旁白，1982年）
- Visa廣告（野口英世）
- 放送節目中心（日语：放送番組センター）廣告
  - 篇（冷藏庫的聲音）
  - 篇（電器製品回收業者的聲音）
  - 篇（指導員的聲音）
- 日立製作所 「日立電子コControl Carpet」（廣告旁白，1986年）
- 獅王 「／／」（電台廣告旁白，1975年）
- 公共廣告機構（日语：ACジャパン）（以劇團櫂（日语：劇団櫂）團員身份，參加1984年度廣告「迷惑之輪」的拍攝）
- 象印（廣告旁白、兼演員與岩下志麻共演，2006年）
- Bamiyan（日语：バーミヤン (レストランチェーン)）（廣告旁白，2009年）
- JARO日本廣告審查機構（日语：日本広告審査機構）（的聲音，2017年、2018年）

#### 其它
- 「星空3次元」（2016年，五藤光學研究所（日语：五藤光学研究所））

### 電視節目
- 30位動畫人物角色的臉讓你一次看個夠 春季新作特輯（日语：大胆MAP）（在節目中介紹西村他的配音代表作《灌籃高手》角色安西教練，朝日電視台，2008年4月6日播出）

### 柏青哥、角子機
柏青哥
- CR蓋特機器人（帝王哥魯）
- CR魔神英雄傳（日语：CR魔神英雄伝ワタル）（劍部錫巴）
- CR亂馬½（早乙女玄馬）

### 其它
- 新魯邦三世 紙芝居（魯邦三世（日语：ルパン三世 (架空の人物)））[注 3]

## 腳註

## 外部連結
- 西村知道｜ARTSVISION （日語）